# جيمس ر. هسندريكس
جيمس ر. هسندريكس (بالإنجليزية: James R. Hendrix)‏ هو عسكري أمريكي، ولد في 20 أغسطس 1925 في ليبانتو في الولايات المتحدة، وتوفي في 14 نوفمبر 2002.